# 하라 유타로
하라 유타로(일본어: 原 裕太郎, 1990년 4월 23일 ~ )는 일본의 전 축구 선수이다.

## 구단 경력
그는 2009년부터 2020년까지 J리그의 산프레체 히로시마, 로아소 구마모토, 에히메 FC에서 활동하였다.

## 국가대표팀 경력
그는 2007년 FIFA U-17 월드컵에 참가할 일본 U-17 국가대표팀에 선발되었으나 경기에 출전하지는 못하였다.